# Adiantopsis trifurcata
Adiantopsis trifurcata là một loài dương xỉ trong họ Pteridaceae. Loài này được Baker Link-Pérez & Hickey mô tả khoa học đầu tiên năm 2011.